# Пушкарожадинский
Пушкарожадинский — посёлок в Кореневском районе Курской области. Входит в состав Пушкарсого сельсовета.

## География
Посёлок находится в 3 км от реки Сейм, в 99 км к юго-западу от Курска, в 7,5 км к северо-западу от районного центра — посёлка городского типа Коренево, в 3,5 км от центра сельсовета  — села Пушкарное.
Климат
Пушкарожадинский, как и весь район, расположен в поясе умеренно континентального климата с тёплым летом и относительно тёплой зимой (Dfb в классификации Кёппена).

## Население
| 2002 | 2010 |
| ---- | ---- |
| 51   | ↘37  |

## Инфраструктура
Личное подсобное хозяйство. В посёлке 24 дома.

## Транспорт
Пушкарожадинский находится в 12 км от автодороги регионального значения 38К-017 (Курск — Льгов — Рыльск — граница с Украиной), на автодороге 38К-030 (Рыльск — Коренево — Суджа), в 4 км от автодороги межмуниципального значения 38Н-562 (38К-030 — Жадино), в 5 км от автодороги 38Н-570 (38К-030 — Секерино), в 7 км от автодороги 38Н-018 (Благодатное — Нижняя Груня), в 1,5 км от автодороги 38Н-561 (38К-030 — Дерюгино), в 8 км от автодороги 38Н-017 (Благодатное — Ковыневка), недалеко от ближайшего ж/д остановочного пункта 9 км (линия 358 км — Рыльск). Недалеко от остановки общественного транспорта.
В 153 км от аэропорта имени В. Г. Шухова (недалеко от Белгорода).